# When Harry Met Sally...
When Harry Met Sally... is een romantische komedie uit 1989, geschreven door Nora Ephron en geregisseerd door Rob Reiner. De hoofdrollen worden gespeeld door Billy Crystal en Meg Ryan.
De film gaat over Harry en Sally, die elkaar ontmoeten in hun studententijd en elkaar in de loop der tijd min of meer toevallig steeds tegenkomen. When Harry Met Sally… was een groot succes in de bioscopen en werd ook door de critici enthousiast onthaald. De film is onder andere bekend door de scène in een eethuis in Manhattan, waarin Sally hardop een orgasme simuleert, om te bewijzen dat mannen een gespeeld vrouwelijk orgasme niet kunnen onderscheiden van een echt.

## Verhaal
Sally Albright wil journalistiek gaan studeren in New York en besluit hier per auto heen te reizen. Haar vriendin Amanda vraagt of haar vriend, Harry Burns, met Sally mee mag rijden. Onderweg praten de twee over allerlei zaken. Een belangrijk discussiepunt is seks. Volgens Harry kunnen mannen en vrouwen geen vriendschap hebben, omdat de seks er altijd tussenkomt. Deze stellingname schiet Sally in het verkeerde keelgat en eenmaal in New York nemen de twee met ruzie afscheid van elkaar.
Vijf jaar later ontmoeten ze elkaar weer op de luchthaven van New York. Sally is inmiddels verloofd met Joe, en Harry met Helen. Nu is het Harry die voorstelt om vrienden te worden, kennelijk inmiddels in de overtuiging dat dit mogelijk is. Maar ook deze ontmoeting eindigt onbevredigend. Weer vijf jaar later ontmoeten ze elkaar opnieuw, in een boekenwinkel in de stad. Hun relaties met respectievelijk Joe en Helen zijn stuk gelopen en de twee gaan koffie drinken. Nu ontstaat er wel vriendschap, en de twee vertellen elkaar regelmatig over hun afspraakjes met anderen. Ze proberen zelfs hun vrienden aan elkaar te koppelen: in een restaurant stelt Sally haar vriendin Marie voor aan Harry, en introduceert Harry zijn beste vriend Jess bij Sally. Het eindigt ermee dat Marie en Jess verliefd op elkaar worden.
Als Sally later hoort dat haar ex-man Joe weer gaat trouwen en daardoor overstuur is, komt Harry haar troosten. Van het een komt het ander en de twee hebben seks. Maar het verstoort hun vriendschap en tijdens de bruiloft van Marie en Jess krijgen Harry en Sally een verschrikkelijke ruzie. Hoewel Harry probeert het goed te maken, houdt Sally hem op afstand. Met oud en nieuw zijn ze allebei alleen. Harry loopt door de straten van New York met zijn ziel onder zijn arm. Sally is op een nieuwjaarsfeestje met Jess en Marie, maar ze wil het feest vroegtijdig verlaten. Dan komt Harry de zaal binnengestormd op zoek naar Sally. Hij verklaart haar zijn liefde en na wat geharrewar slaat de vonk weer over en kussen ze elkaar.

## Rolverdeling
| Acteur           | Personage      |
| ---------------- | -------------- |
| Billy Crystal    | Harry Burns    |
| Meg Ryan         | Sally Albright |
| Carrie Fisher    | Marie          |
| Bruno Kirby      | Jess           |
| Steven Ford      | Joe            |
| Lisa Jane Persky | Alice          |
| Kevin Rooney     | Ira Stone      |
| Harley Kozak     | Helen Hillson  |
| Franc Luz        | Julian         |

## Achtergrond

### Voorgeschiedenis
Het idee voor When Harry Met Sally… ontstond in 1984. Nora Ephron had in 1983 een Oscarnominatie gehad voor het scenario voor de film Silkwood en producent Andy Scheinman wilde dat zij een scenario zou schrijven voor een film die zou worden geregisseerd door Rob Reiner. Tijdens een etentje in de Russian Tea Room in New York bespraken de drie het project. Reiner had een idee voor een scenario, maar na enige discussie werd het door Ephron verworpen. Een tweede ontmoeting leidde aanvankelijk ook niet tot bruikbare ideeën totdat Reiner en Scheinman spraken over hun leven als gescheiden, alleenstaande mannen. Met name Reiner was het zat om steeds maar weer uit te gaan, op zoek naar de ideale relatie. Het idee bleef hangen en tijdens de volgende ontmoeting stelde Reiner voor een film te maken over een man en een vrouw die bevriend raken, maar geen seks willen om te voorkomen dat de relatie er onder zal lijden. Ephron was gelijk enthousiast en Scheinman besloot het idee voor te leggen aan de studio.

### Ontstaan van het scenario
Nora Ephron begon met een aantal gesprekken met Rob Reiner en Andy Scheinman over zijn terugkeer naar het vrijgezellenleven na zijn scheiding. De informatie van Reiner vormde de basis van het personage Harry. Voor Sally baseerde Ephron zich op haarzelf en enige van haar vriendinnen. Later zou acteur Billy Crystal nog enige improvisaties aan zijn rol toevoegen die het personage van Harry wat grappiger maakten. Sommige dialogen voor de film komen rechtstreeks van Rob Reiner en Billy Crystal. De twee hadden de gewoonte elkaar 's nachts op te bellen en commentaar te leveren op de televisieprogramma's die ze gelijktijdig bekeken. Die dialogen, maar dan tussen Harry en Sally, kwamen rechtstreeks in de film terecht.
Ephron werkte enige jaren aan het scenario, terwijl Reiner ondertussen betrokken was bij andere projecten als Stand By Me en The Princess Bride. Om meer materiaal te krijgen nam Ephron ook vraaggesprekken af bij een aantal echtparen. Later gebruikte ze die gesprekken voor het scenario. Acteurs speelden de echtparen en werden zogenaamd ondervraagd voor de gesprekken die door de film zijn heen geweven.
De titel van de film onderging nog al wat veranderingen, Just Friends, Playing Melancholy Baby, Boy Meets Girl, Blue Moon, Words of Love, It Had To Be You, Harry, This Is Sally, en How They Met, waren enkele suggesties. Reiner beloofde op zeker ogenblik zelfs een fles champagne aan de medewerker van de filmploeg die de beste titel verzon.

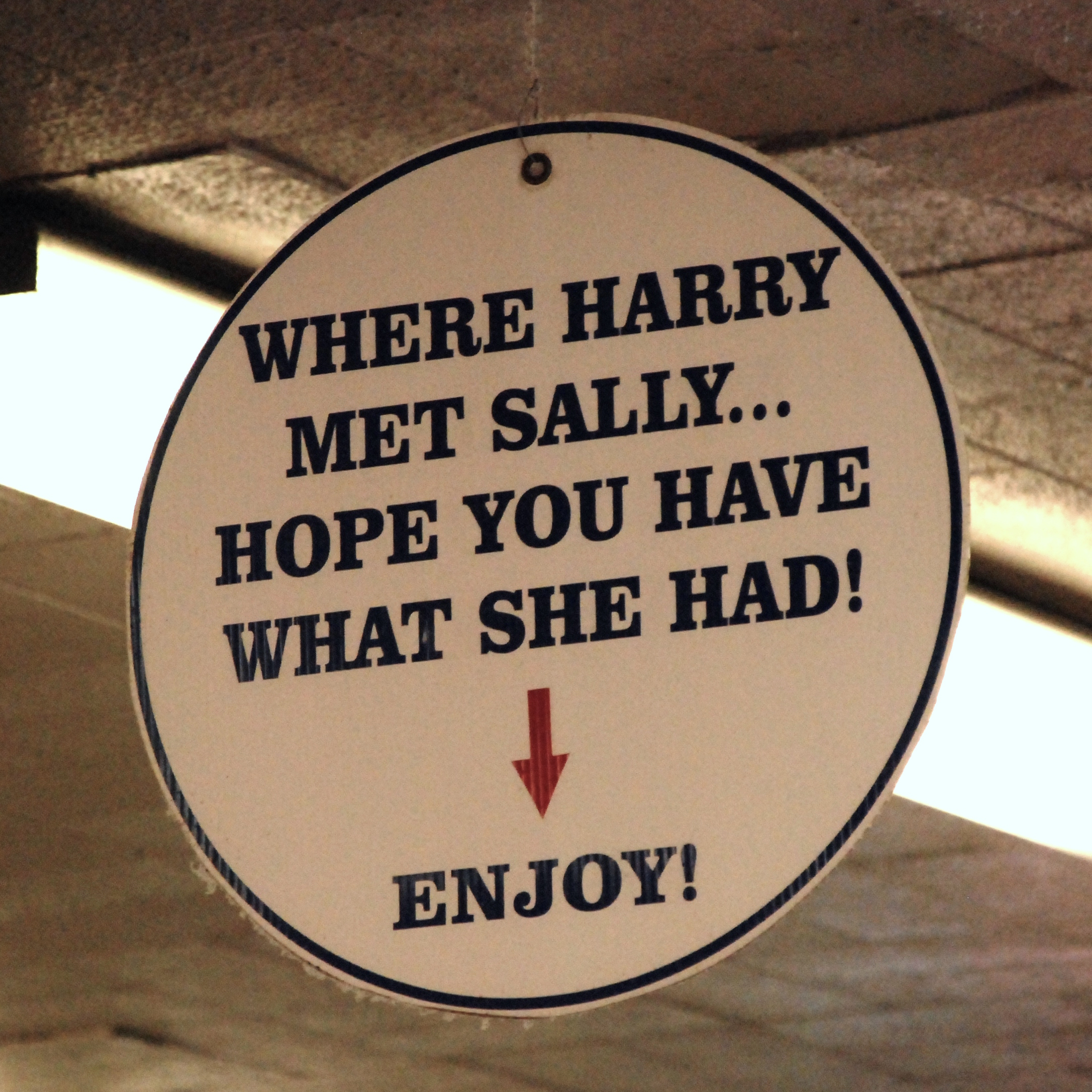
In het restaurant "Katz's Delicatessen" in Manhattan staat de tafel waar de beroemde fake orgasme-scène werd opgenomen nog steeds met een bord aangegeven.

Aanvankelijk wilden Ephron en Reiner een realistisch einde voor het scenario, Harry en Sally krijgen elkaar niet. Maar uiteindelijk koos Ephron toch voor een meer romantisch en gelukkig einde. Nora Ephron was zo eerlijk om toe te geven dat de acteurs het een en ander hebben bijgedragen aan de film. Het was bijvoorbeeld Meg Ryan die suggereerde om de beroemde fake orgasme-scène anders uit te voeren. In het scenario stond alleen dat Harry en Sally over een vrouwelijk orgasme spraken. Ryan stelde voor dat ze een fake orgasme zou spelen in het restaurant. De zin "I'll have what she's having" (Ik wil graag wat zij heeft) die Estelle Reiner in die scène tegen de ober zegt, kwam van Billy Crystal.
In de film bestelt Sally haar eten op een merkwaardige manier. Ze wil bijvoorbeeld "appelgebak met slagroom, maar met de slagroom apart, en in plaats van appel wil ik perengebak en salade met tomaten, maar dan zonder de tomaten, maar met boontjes en in plaats van sla, een andere groente, maar wel met de dressing". Deze manier van bestellen was heel normaal voor Ephron, maar het dreef Rob Reiner tot waanzin als hij met haar uit eten ging. Toen hij vroeg waarom ze zo bestelde, reageerde Ephron verbaasd en zei, "I just like it the way I like it" (Ik wil het graag hebben op de manier waarop ik het wil hebben). Later gebruikte Ephron de eetgewoonten en deze zin in de film.

### Acteurs
Tijdens de audities voor de film wilde Rob Reiner actrice Susan Dey voor de rol van Sally Albright. Dey had geen interesse, waarna Elizabeth Perkins en Elizabeth McGovern werden overwogen. Beide actrices vielen echter af, nadat Molly Ringwald interesse toonde. Maar al snel bleek dat Ringwald het veel te druk had en ze moest de rol teruggeven. Intussen had Meg Ryan ook interesse getoond en ze kreeg uiteindelijk de rol. Nadat Albert Brooks de rol van Harry Burns had geweigerd, werd Billy Crystal gekozen.

### Productie
De film kende een lange voorbereidingstijd en Reiner, Scheinman en Ephron hadden genoeg tijd om locaties te vinden voor de film. De locaties waren erg belangrijk ze onderstreepten het gebrek aan voorstellingsvermogen van de personages in hun omgeving. Harry en Sally zijn blind voor de romantiek en de liefde die tussen hen opbloeit. Ook moesten de locaties de gemoedstoestand van de personages visualiseren. Het appartement van Harry bijvoorbeeld kijkt uit naar het Empire State Building, een van de mooiste, maar ook eenzaamste uitzichten ter wereld. Er werd onder andere gefilmd in:
- Chicago: Lake Shore Drive, University of Chicago
- New York: Coney Island, Brooklyn, Katz's Delicatessen, Washington Square Park en Puck Bulding in Manhattan.
- New Jersey: Giants Stadium

Billy Crystal leefde zich helemaal in voor de rol. Tijdens de opnames verbleef hij apart in een kamer in Manhattan om het gevoel van eenzaamheid en wanhoop over een scheiding vast te houden. Er werd veel geïmproviseerd in de film. Behalve het gesimuleerde orgasme van Ryan, had ook Billy Crystal diverse invallen. Zo roept hij op zeker ogenblik "But, I would be proud to partake of your pecan pie" (Maar ik zou trots zijn als ik een stukje mag hebben van jouw pecannoottaart). De totaal verraste Meg Ryan barstte in lachen uit en keek naar rechts van de set, waar Reiner stond. De regisseur gebaarde dat ze mee moest doen met de improvisatie.

## Muziek
Voor de muziek bij de film werd regisseur Rob Reiner getipt door Bobby Colomby, de drummer van Blood, Sweat & Tears. Reiner zocht een zanger met de stem van een jonge Frank Sinatra en volgens Colomby was zanger/pianist Harry Connick jr. hiervoor de juiste man. Hij leende Reiner een tape met muziek van Connick en die was dadelijk enthousiast. Er werden opnames gemaakt met Connick en een big band en met een jazztrio bestaande uit Connick, Benjamin Jonah Wolfe op bas en Jeff "Tain" Watts op drums. Er waren ook opnamen van andere artiesten als Louis Armstrong, Ella Fitzgerald, Frank Sinatra, Ray Charles, en Bing Crosby. De volgende nummers zijn in de film te horen:
- It Had to Be You (Isham Jones, Gus Kahn) – Frank Sinatra
- Our Love Is Here to Stay (George Gershwin, Ira Gershwin) – Louis Armstrong en Ella Fitzgerald
- Don't Pull Your Love (Brian Potter, Dennis Lambert) – Hamilton, Joe Frank & Reynolds
- Ramblin' Man (Dickey Betts) – Allman Brothers Band
- Right Time of the Night (Peter McCann) – Jennifer Warnes
- Let's Call the Whole Thing Off (G. Gershwin, I. Gershwin) – Louis Armstrong en Ella Fitzgerald
- Where or When (Lorenz Hart, Richard Rodgers) – Ella Fitzgerald
- Lady's Lunch (Marc Shaiman)
- The Tables Have Turned (Laura Kenyon, Marc Shaiman, Scott Wittman)
- But Not for Me (G. Gershwin, I. Gershwin) – Harry Connick Jr.
- Plane Cue and La Marsellaise (Max Steiner) (from Casablanca (1942))
- La Marsellaise (Claude Joseph Rouget de Lisle)
- Autumn in New York (Vernon Duke) – Harry Connick, Jr. Trio
- Winter Wonderland (Felix Bernard, Richard B. Smith) – Ray Charles
- I Could Write a Book (Hart, Rodgers) – Harry Connick Jr.
- The Surrey with the Fringe on Top (Rodgers, Oscar Hammerstein II) – Billy Crystal en Meg Ryan
- Say It Isn't So (Irving Berlin)
- String Quartet No. 7 in E-flat major (Wolfgang Amadeus Mozart)
- Stompin' at the Savoy (Benny Goodman, Chick Webb, Edgar Sampson, Andy Razaf) – Harry Connick, Jr. Trio
- Don't Be That Way (Sampson, Goodman, Mitchell Parish)
- Have Yourself a Merry Little Christmas (Ralph Blane, Hugh Martin) – Bing Crosby
- Call Me (Tony Hatch) – Billy Crystal
- Don't Get Around Much Anymore (Duke Ellington, Bob Russell) – Harry Connick Jr.
- Isn't It Romantic (Hart, Rodgers)
- Auld Lang Syne (Robert Burns) – Louis Armstrong

## Ontvangst
Columbia bracht de film aanvankelijk uit in enkele geselecteerde zalen om eerst positieve mond-tot-mond reclame te genereren en daarna de film groot uit te brengen. In het openingsweekend bracht de film 1 miljoen dollar op in 41 bioscopen. Er was veel concurrentie van grote spektakelproducties als Indiana Jones and the Last Crusade en Batman en gevreesd werd voor een flop. Maar nadat de film op 21 juli 1989 in de hele VS werd uitgebracht werd er in het eerste weekend 8,8 miljoen dollar binnengehaald in 775 bioscopen. De film was zo'n succes dat het aantal bioscopen werd uitgebreid tot 1174 en de film uiteindelijk 92,8 miljoen opbracht.

## Prijzen en nominaties
Oscar
- Nominatie voor Beste oorspronkelijke scenario (Nora Ephron)

American Comedy Award
- Grappigste Acteur (Billy Crystal)
- Grappigste Actrice (Meg Ryan)

BAFTA Award
- Beste oorspronkelijke scenario (Nora Ephron)
- Nominatie voor Beste film

Golden Globe
- Nominatie voor Beste oorspronkelijke scenario (Nora Ephron)
- Nominatie voor Beste Film
- Nominatie voor Beste Acteur (Billy Crystal)
- Nominatie voor Beste Actrice (Meg Ryan)
- Nominatie voor Beste Regisseur (Rob Reiner)

Writers Guild of America Award
- Nominatie voor Beste oorspronkelijke scenario (Nora Ephron)